# كلوريد السترونتيوم
كلوريد السترونتيوم هو مركب لاعضوي للسترونتيوم، صيغته الكيميائية SrCl2، ويوجد في الشروط القياسية على هيئة صلب أبيض.
يوجد من المركب شكل مائي على هيئة سداسي هيدرات SrCl2·6H2O.

## التحضير
يحضر هذا المركب من تفاعل كربونات السترونتيوم مع حمض الهيدروكلوريك:
{\displaystyle \mathrm {SrCO_{3}+2\ HCl\longrightarrow \ SrCl_{2}+\ H_{2}O+CO_{2}\uparrow } }
عند البلورة يستحصل على الشكل المائي سداسي الهيدرات، وتحدث البلمهة الكاملة (نزع الماء) عند درجة حرارة مقدارها 320 °س.

## الخواص
يوجد المركب في الشروط القياسية على هيئة صلب أبيض، وهو مركب ذو انحلالية جيدة جداً في الماء، حتى على البارد. يتبنى المركب بنية بلورية على نمط بنية الفلوريت.

## الاستخدامات
يستخدم كلوريد السترونتيوم أحياناً في تركيب معاجين الأسنان، كما تستخدم كميات ضئيلة من تنقية الزنك وإزالة شوائب الرصاص.